# Сабугаліт
Сабугаліт (англ. sabugalite; нім. Sabugalit) — водний уранофосфат алюмінію шаруватої будови. Названий за місцем першознахідки (C.Frondel, 1951). Синонім — отеніт алюмінієвий.

## Опис
Хімічна формула: AlH[UO2PO4]2•16H2O.
Містить(%): Al2О3 — 2,65; UO3 — 65,22; P2O5 — 16, 08; H2O — 15,98.
Дитетрагонально-дипірамідальний вид. Форми виділення: кірочки і кристали з досконалою спайністю, зростки тонких пластинок.
Сингонія тетрагональна. Форми виділення: кірочки і кристали з досконалою спайністю. Густина 3,20. Твердість 3,0. Колір світло-жовтий. Блиск перламутровий. Просвічує. Люмінесціює в ультрафіолеті жовто-зеленим кольором. Знайдений в ґранітних пегматитах родовища Кварта Сейра в р-ні Сабугал (Португалія), Марн'як (деп. Верхня В'єнна, Франція). Рідкісний.